# 上官均
上官均（1038年—1115年），字彥衡，邵州邵武（今福建省邵武縣）人，宋朝政治人物。

## 生平
神宗熙寧三年（1070年）進士，起初蘇軾閱卷，擬之為第一，但因其策論詆毀王安石變法，而被呂惠卿改為第二。歷官北京大名府留守推官、監察御史里行。元丰年间，揭發法官窦莘收受富人之賄，判其子殺人無罪，莘因而下狱。哲宗初年为监察御史，後官給事中、龍圖閣待制，以敢言聞名。

## 著作
著有《曲礼讲义》二卷、《广陵文集》五十卷等。

## 家族
父上官凝；为次子。
有子上官怡。

## 延伸阅读
[在维基数据编辑]
 《宋史·卷355》，出自脱脱《宋史》